# Наим Исаков
Наим Исаков е български и международен политик от еврейски произход, социалист, после член на БКП.

## Биография
Наим Исаков е роден в София през 1875 г., в семейството на банкера Исак Б. Давид. Завършва право в Париж. Социалист от 1908 г.
Съратник е на Димитър Благоев. Сред ръководителите е на Задграничното бюро на БКП във Виена след Септемврийското въстание от 1923 г. Член е на Изпълнителния комитет на Коминтерна в Москва. Член е също на ИК на Международната организация за подпомагане на революционерите (МОПР).
Пребивавал е нелегално като агент на комунистите, болшевиките и масоните в Германия и Франция.